# Malus ombrophila
Malus ombrophila là loài thực vật có hoa trong họ Hoa hồng. Loài này được Hand.-Mazz. mô tả khoa học đầu tiên năm 1926.